# الفصل بين الجنسين
الفصل بين الجنسين أو التفرقة الجنسية هي التفرقة الجسدية والقانونية والثقافية للأشخاص بناءً على جنسهم البيولوجي. قد يشير مصطلح التفرقة الجنسية إلى التفرقة الجسدية والمكانية الحرفية القائمة على الجنس، دون أن ينطوي على أي جانب من جوانب التمييز. وفي المقابل، قد تكون مسألة التفرقة الجنسية مسألةً مثيرةً للجدل. قد تصبح التفرقة الجنسية انتهاكًا للقدرات وحقوق الإنسان في بعض الحالات، بينما يؤمن بعض من أنصارها بأهميتها من حيث القوانين الدينية والسجلات والتقاليد الاجتماعية والثقافية. يُستخدم مصطلح فصل عنصري جنسي للإشارة إلى التفرقة القائمة على جندر الشخص.
يُستخدم مصطلح التفرقة الجندرية باعتباره مشابهًا لمصطلح التفرقة الجنسية، وذلك على الرغم من اختلاف مفهومي الجنس والجندر عن بعضهما البعض.

## تعريفات

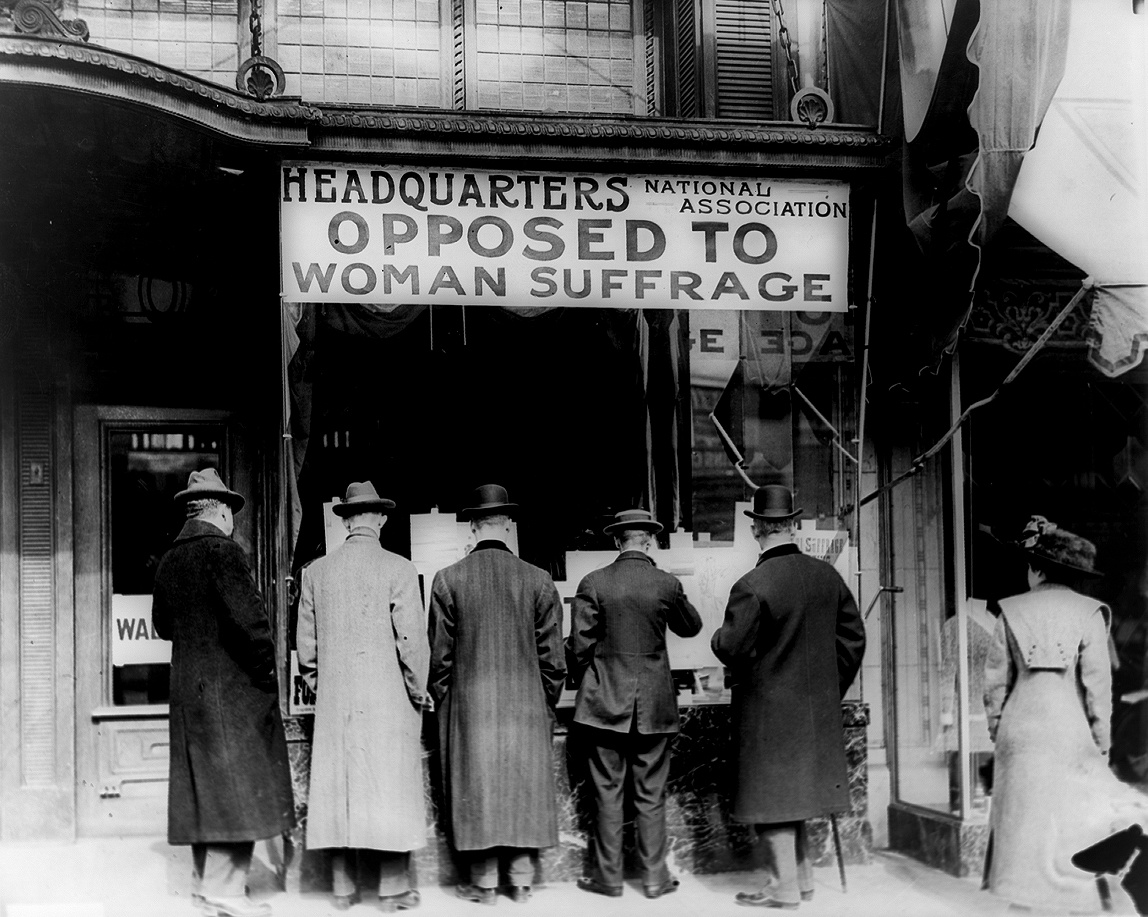
صورة توضح التمييز بين الجنسين في اللافتة، و ما يعرف بالجندر

تشير كلمة «جنس» في مصطلح «التفرقة الجنسية» إلى الفروق البيولوجية الواضحة بين الرجال والنساء، وهي مختلفة تمامًا عن كلمة «جندر». يشير مصطلح «الفصل» إلى الفصل بين الجنسين الذي يُمكن أن تفرضه القواعد والقوانين والسياسات، أو الذي يُعتبر بمثابة نتيجة لحكم لأمر الواقع (دي فكتو). قد تكون التفرقة الجنسية ككل –حتّى عند اعتبارها نتيجةً لحكم الأمر الواقع- نتيجةً للضغوط المجتمعية والممارسات التاريخية والتفضيلات الاجتماعية. قد يشير مصطلح التفرقة الجنسية إلى التفرقة الجسدية والمكانية الحرفية القائمة على الجنس. قد يُستخدم هذا المصطلح أيضًا عند إقصاء جنس محدد ومنعه من المشاركة في مهنة أو مؤسسة أو مجموعة ما. يُمكن للتفرقة الجندرية أن تتّخذ طابعًا كاملًا أو جزئيًا، كما هو الحال عند سيطرة أعضاء جنس ما على مجموعة أو منظمة دون أن يشكلون جميع الأعضاء فيها.
يستخدم بعض الباحثين في الولايات المتحدة مصطلح «الفصل الجنسي» بدلًا من «التفرقة الجنسية».:229
يُستخدم مصطلح فصل عنصري جنسي (أو التفرقة الجنسية) عند التحدث عن التفرقة القائمة على الجندر، وذلك للإشارة إلى الطبيعة الجنسية لهذا التمييز. قد تُعتبر التفرقة الجنسية شكلًا من أشكال التمييز الجنسي، وبذلك تصبح آثارها ذات نتائج مهمة فيما يتعلق بالمساواة والإنصاف الجندريين.

## الأنواع
قد نجد التفرقة الجنسية في السياقات العامة أو الخاصة، إذ يُمكن تصنيفها من خلال العديد من الطرق. قدّم الباحث في الدراسات القانونية والدراسات الجندرية دايفد إس. كوهين تصنيفًا للتفرقة الجنسية، إذ قسّمها إلى تفرقة إلزامية أو إدارية أو اختيارية أو طوعية. تشترط الحكومات التفرقة الجنسية الإلزامية والإدارية وتفرضها في البيئات العامة، بينما تُعتبر كل من التفرقة الجنسية الاختيارية والطوعية مجرد مواقف تختارها المؤسسات العامة أو الخاصة ضمن حدود القانون.

### التفرقة الإلزامية
تُشرط التفرقة الجنسية الإلزامية قانونًا، إذ يفرض القانون التفرقة القائمة على الجنس. تشمل الأمثلة على هذا النوع من التفرقة كل من التفرقة بين النساء والرجال في السجون، وإنفاذ القانون، والخدمة العسكرية، والمراحيض العامة، والإسكان. قد تكون الفروق بين هذه القواعد الإلزامية دقيقة للغاية كما هو الحال في الخدمة العسكرية، حيث نجد التفرقة الجنسية في أغلب الأحيان ضمن نطاق القوانين الخاصة بالتجنيد والإسكان والقواعد التي تسمح لكل جنس بالانخراط في أدوار معينة مثل مشاة الجبهة الأمامية. تشتمل التفرقة الجنسية الإلزامية على حالات أقل شدة، كما هو الحال عندما يُشترط أن يكون المشرف على عمليات التفتيش الجسدي من نفس جنس الشخص المُفتش. قد تقتضي التفرقة الجنسية الإلزامية وجود معايير توظيفية في أماكن العمل المنطوية على تفرقة جنسية، بما في ذلك مجالات العمل الطبي ومجالات الرعاية، بالإضافة إلى إمكانية اعتبار التفرقة الجنسية الإلزامية شكلًا من أشكال التفرقة الوظيفية. على سبيل المثال، تستطيع الحكومة تفويض العيادات بتوظيف ممرضات لرعاية المريضات.

### التفرقة الإدارية
تنطوي التفرقة الجنسية الإدارية على المؤسسات العامة أو الحكومية التي تنفذ التفرقة الجنسية ضمن نطاق قدراتها التشغيلية، دون أن يكون الأمر نتيجةً لتفويض رسمي. تشتمل أمثلة التفرقة الجنسية الإدارية على التفرقة الجنسية ضمن نطاق البحوث الطبية التي ترعاها الحكومة، والبطولات الرياضية، والمستشفيات العامة ذات الغرف المشتركة، وبرامج إعادة التأهيل، وبعض مرافق التعليم العمومي. قد تحدث التفرقة الجنسية الإدارية ضمن هذه البيئات بسهولة، مثل تخصيص المراحيض العامة المنفصلة لكل جنس على الرغم من محدودية المتطلبات القانونية الصريحة حول هذا الأمر.

### التفرقة الاختيارية
تُعرّف التفرقة الجنسية الاختيارية بأنها التفرقة الجنسية التي يسمح بها القانون صراحةً، أي التفرقة الجنسية المسموحة لكن غير المطلوبة أو المُشجعة قانونيًا بالضرورة. تستثني التفرقة الجنسية الاختيارية بعضًا من الأشياء المنصوص عليها في قوانين مكافحة التمييز الجنسي، إذ يُسمح بالتفرقة الجنسية في المدارس الدينية والعسكرية أحيانًا، ومدارس الطلاب الجامعيين التي تقبل الطلاب عادةً بناءً على جنسهم، والنوادي الصحية، والفرق الرياضية، والأخويات والنوادي النسائية، والجوقات، ومنظمات خدمة الشباب التطوعية مثل فتيات الكشافة وفتيان الكشافة، وأنشطة الأب/الأبن أو الأم/الأبنة، ومسابقات الجمال أو المنح الدراسية الخاصة بجنس معين.

### التفرقة الطوعية
تُعرّف التفرقة الجنسية الطوعية بأنها تفرقة جنسية غير مصرّح بها قانونًا، ولم تُسن بصفة إدارية، ولا يسمح القانون بها صراحةً. لا تشتمل التفرقة الجنسية الطوعية على وجود أي أحكام قانونية صريحة، بالإضافة إلى احتمالية كونها غير منطويةً على حرية اختيار من ينفذ أو تُفرض عليه هذه التفرقة الجنسية، فقد تلعب الأعراف الاجتماعية والثقافية دورًا في فرض هذه التفرقة. تحدث التفرقة الجنسية الطوعية في العديد من المنظمات المهنية الوطنية، والنوادي المحلية، والمرافق الترفيهية الخاصة، والمؤسسات الدينيةـ، وفي مجال الفنون المسرحية وغيرها من المجالات.

## التفسيرات النظرية
يوجد ستة مناهج نظرية رئيسية قابلة للدراسة والاستخدام بهدف تحليل أسباب التفرقة الجنسية وآثارها ضمن نطاق النظرية النسوية والنظرية القانونية النسوية. تشتمل هذه المناهج على الليبرتارية، والمساواة في المعاملة، والنسوية المختلفة، والنسوية العرقية النقدية، ومعاداة الماهوية.

### الليبرتارية
تنبثق النظرية الليبرتارية النسوية من بعض الأيدولوجيات المشابهة للنظرية السياسية الليبرتارية، التي تنص على عدم السماح للمؤسسات القانونية والحكومية بتنظيم الاختيارات، وضرورة السماح للأفراد بالاعتماد على إرادتهم الحرة في التحكم بمسارات حياتهم. تتناول الليبرتارية مسألة التفرقة الجنسية من منظور السوق الحر، إذ تقول إن المرأة تمتلك حقًا طبيعيًا -كونها الأكثر اطلاعًا- لاتخاذ قراراتها بنفسها، فضلًا عن رفضها الحماية الخاصة المتعلقة بالمرأة حصرًا. تُعتبر الاستقلالية أمرًا جوهريًا في الليبرتارية، لذا يعتقد المنظرون بضرورة عدم تدخل الحكومة في عملية صنع القرار أو الأسباب التي أدت إلى اتخاذ مثل هذه القرارات، ويعود السبب في ذلك إلى اتخاذ الرجال والنساء قرارات مختلفة أو متباينة من الناحية الطبيعية والثقافية في الكثير من الأحيان. ينبغي ألا تعمل السياسات والقوانين التي تضعها الحكومات على تغيير أي اختلافات متأصلة بين الجنسين. ترتبط الليبرتارية بالتفرقة الجنسية الطوعية بشكل مباشر، كونها تشدد على عدم السماح للحكومة بتنظيم تفرقة جنسية في المؤسسات أو الكيانات الخاصة، بالإضافة إلى تأكيدها أنه لا يجب على الحكومة تنظيم كيفية تصنيف الأفراد لأنفسهم على الصعيد الخاص. يعتقد النسوي الليبرتاري دايفد بيرنستين أن للتفرقة الجنسية آثار مؤذية في بعض الأحيان، لكنه يؤمن بأن حماية حرية الرجال والنساء في الاختيار أكثر أهميةً من منع مثل هذه التفرقة الجنسية، ويعود السبب في ذلك إلى كون أساليب الوقاية تضر أكثر مما تنفع أحيانًا بالنسبة لكلا الجنسين. تُعتبر النوادي الصحية النسائية مثالًا على كيفية تأثير التفرقة الجنسية بشكل إيجابي على النساء، فقد يتداخل إلغاء التفرقة الجنسية في مثل هذه الحالة مع قدرات المرأة على ممارسة الرياضة دون تشتيت أو «نظرات» من الرجال، إذ يُعد السماح للرجال بالحصول على العضوية في مثل هذه الأماكن أمرًا لا يعود بأي فائدة. بالإضافة إلى ذلك، يسمح الليبرتاريون بالتفرقة الجنسية الاختيارية كونها تتيح للناس حرية الاختيار فيما يتعلق بكيفية تنظيمهم لتفاعلاتهم وعلاقاتهم مع الآخرين. تقر النسويات الليبرتاريات بوجود أسبقية قانونية لقوانين التفرقة الجنسية، لكنهن يدعين إلى جعل هذه المعايير متوافقة مع سبل ضمان المساواة في المعاملة بين الرجال والنساء ذوي الأوضاع المتماثلة. وبذلك، تسمح الليبرتارية بأشكال محددة من التفرقة الجنسية الرامية إلى مراعاة الاختلافات الطبيعية أو البيولوجية بين الجنسين بينما ترفض أشكالًا أخرى.